# Tangenziale di Lubiana
La tangenziale di Lubiana (in sloveno: Ljubljanska obvoznica o avtocestni obroč/ring) è un anello autostradale che serve la città di Lubiana.

## Descrizione
Costituisce il fulcro principale della rete autostradale slovena ed è formata dal tratto che circonda la capitale slovena di tre distinte strade a scorrimento veloce: la superstrada H3 nel suo tratto settentrionale, l'autostrada A1 e l'autostrada A2. Fu costruita tra 1979 al 1999 ed è divisa in quattro parti: la tangenziale nord, la tangenziale orientale, la tangenziale sud e la tangenziale occidentale. L'anello esterno è lungo 29,1 km, mentre l'anello interno è lungo 28,65 km. Il traffico giornaliero medio è il più alto nelle sezioni settentrionali e con oltre 70.000 veicoli è anche il più alto in Slovenia.
Dal 1º luglio 2008 è obbligatorio, per tutta la tangenziale, l'uso di un bollino per il pagamento del pedaggio, dal costo variabile a seconda del periodo di validità e del mezzo di trasporto.